# Brannerit
A nu se confunda cu braunerit, K2Ca(UO2)(CO3)3·6H2O.
Branneritul este un mineral de tip titanat de uraniu, cu formula chimică simplificată UTi2O6.. Compoziția reală este de fapt mai complicată, (U,Ca,Y,Ce)(Ti,Fe)2O6. Este un mineral puternic radioactiv și o sursă primară de uraniu.
A fost denumit după John Casper Branner, fost profesor de geologie și președinte al Universității Stanford.